# Gianluca Buonanno
Gianluca Buonanno (Borgosesia, 15 de mayo de 1966 - Gorla Maggiore, 5 de junio de 2016) fue un político italiano, miembro de la Liga Norte (LN).

## Biografía
De padre artesano y con un abuelo originario de Apulia, Gianluca Buonanno se inscribe a los 16 años en el Movimiento Social Italiano por admiración de Giorgio Almirante. Elegido como jefe local de Alianza Nacional, en 2002 ingresa en la Liga Norte y consigue ser diputado nacional en las XV y XVII legislaturas por la circunscripción de la Región de Piamonte.
Es igualmente electo alcalde de Varallo (Vercelli) en 2002, y reelegido en 2007. 
Elegido diputado al Parlamento Europeo el 25 de mayo de 2014, ese mismo año fue también elegido alcalde de Borgosesia.
Muere el 5 de junio de 2016, a la edad de 50 años, en un accidente de coche cerca de Gorla Maggiore Fue enterrado en el Cementerio de Bornate en Serravalle Sesia.